# Poleana, Nijîn
Poleana (în ucraineană Поляна) este un sat în comuna Krutî din raionul Nijîn, regiunea Cernihiv, Ucraina.

## Demografie
Componența lingvistică a localității Poleana
     Ucraineană (98,14%)
     Rusă (1,86%)
Conform recensământului din 2001, majoritatea populației localității Poleana era vorbitoare de ucraineană (98,14%), existând în minoritate și vorbitori de rusă (1,86%).